# Großröda
Großröda (letteralmente "Röda grande", in contrapposizione alla vicina Kleinröda – "Röda piccola") è una frazione del comune tedesco di Starkenberg.